# متحف خيبر
متحف خيبر هو متحف خاص للتراث الشعبي، يملكه جديد تركي علي العنزي. يقع المتحف في محافظة خيبر في السعودية. ويشغل بناءً مسلحاً مستقلاً من دور واحد (عبارة عن صالة كبيرة مساحتها 150 م2 تقريباً) على شكل حرف (L).

## المقتنيات
يحتوي المتحف على مجموعة كبيرة من القطع التراثية تشمل أواني القهوة والضيافة العربية التي تشمل الدلال ومنافيخ النار وملاقط الجمر والمحاميس لحمس القهوة وكذلك طواحين القهوة والهاون ( النجر ) والموجاة، وكذلك الأسلحة وأدوات الحرب من بنادق وسيوف وخناجر ورماح ومسدسات وكذلك عدة وشداد الجمل كما تشمل تلك المجموعة الرحي الحجرية التي تستخدم في جرش الحبوب وكذلك المراوح الخوصية والمكاييل الخشبية والأدوات الزراعية والمحاحيل وأوني السقيا والري مثل الراوية والدلو وبعض أدوات الإضاءة، وتشمل أيضاً العملات والنقود والمخطوطات والخرائط والصور القديمة. كما تشمل أيضاً مكائن الخياطة.